# Teleconsultatie
Teleconsultatie is een vorm van e-health waarbij een zorgverlener op afstand geraadpleegd wordt door een patiënt of andere zorgverlener. Hierbij kan de patiënt gewoon op zijn plek blijven en de zorgverlener hoeft niet bij iedereen langs te gaan maar de zorgverlener mist misschien informatie doordat hij niet fysiek aanwezig is. Tevens is het garanderen van de privacy van zowel patiënt als zorgverlener moeilijk. Er kan onderscheid worden gemaakt tussen twee verschillende soorten teleconsultatie:
- Asynchrone teleconsultatie - feedback wordt gegeven door de mobiele telefoon, met e-mail, met automatische berichtsystemen, of door middel van andere apparatuur zonder direct met elkaar in contact te staan.
- Synchrone teleconsultatie - feedback wordt gegeven wanneer er direct (face-face) contact is door middel van beeld en spraak met videoconferentieapparatuur (televisie, digitale camera, webcam, videofoon, enz.). Verzorgers en één of meer patiënten kunnen hierdoor direct met elkaar in contact komen en elkaar zien en met elkaar praten.

Voorbeelden van teleconsultatie:
- spreekuur via internet;
- overleg tussen bijvoorbeeld een huisarts of specialist ouderengeneeskunde en klinisch specialist.

## Spreekuur via internet
Het NHG, Nederlands Huisartsengenootschap en de Nederlandse artsen, verenigd in de KNMG hebben als standpunt dat voor internetconsulten de normale kwaliteitscriteria van toepassing zijn. Zo moeten aan de arts-patiënt-relatie dezelfde eisen worden gesteld als in de normale praktijk, vertrouwelijkheid moet gegarandeerd zijn (een beveiligde verbinding) en de patiënt moet de arts ook via een normaal spreekuur kunnen consulteren.

## Consultatie van een specialist door de (verpleeg)huisarts

### Huidaandoeningen
Sedert enige jaren is er de mogelijkheid een dermatoloog te raadplegen via internet. De met een digitale camera, volgens protocol genomen foto's
worden met een ingevuld standaardformulier verzonden, meestal naar een dermatoloog in de eigen woonplaats en deze stuurt binnen enkele dagen diagnose en advies terug.
De methode is ongeschikt voor het beoordelen van al dan niet kwaadaardige bultjes.

### Andere specialismes
De longarts kan een longfunctieonderzoek, de cardioloog een ECG en de nefroloog voor nierziekten laboratoriumbevindingen worden voorgelegd. In samenwerking met de opticien kan de oogcontrole bij diabetes mellitus op afstand plaatsvinden.
De ziektekostenverzekeraar vergoedt de kosten van het consult.